# Scaniabadet
Scaniabadet är en badplats i Västra hamnen, Malmö, invigd 2006. Scaniabadet har tre bryggor och ett soldäck och ligger i Scaniaparken, strax norr om området där bostadsmässan Bo01 ägde rum 2001 och alldeles i närheten av byggnaden Turning Torso. 